# Series 60
Series 60, ofta förkortad till S60, är en Symbian OS-baserad mobilplattform framtagen av Nokia. Plattformen finns i några av Nokias egna mobiltelefoner, men även i några av licenstagares telefoner. I februari 2008 meddelade Nokia att över 150 miljoner Series 60-baserade telefoner har sålts sammanlagt av alla tillverkare, och i början av oktober 2008 meddelades att antalet sålda S60-enheter var nästan 180 miljoner vid juni 2008.

## Licenstagare
Series 60-plattformen licensieras ut av Nokia och de som har tillverkat telefoner med plattformen är förutom Nokia själva bland annat:
- Lenovo
- Panasonic
- Samsung
- Sendo
- Siemens
- Sony Ericsson

## Versionshistorik

### Series 60 (First Edition)
Första telefonen med denna version var Nokia 7650 som presenterades 19 november 2001 . Därefter kom Nokia 3650 (6 september 2002 ) och 3660 (9 oktober 2003 ). Även Nokias spelmobil N-Gage hade denna version.
Fakta:
- Java-motorn är baserad på MIDP 1.0-versionen.
- Skärmstorleken är 176 x 208 pixlar.

### Series 60 (Second Edition)
Första telefonen med denna version var Nokia 6600 som presenterades 16 juni 2003 . Javamotorn är modernare. Second Edition fick tre stora uppdateringar kallade Feature Pack, alternativt FP. I Feature Pack 3 infördes stöd för alternativa skärmstorlekar.
Fakta:
- Java-motorn är baserad på MIDP 2.0-versionen.
- Skärmstorleken är 176 x 208 pixlar (till och med FP2).
- Varierade skärmstorlekar (från och med FP3).

### Series 60 (Third Edition)
Denna version bygger på Symbian OS 9.1 eller senare. Tack vare nyheterna i Symbian OS 9.1 ger denna Series 60-version stöd för USB Storage, navigering av enhetens filstruktur via Bluetooth med mera. Program utvecklade för denna version funkar inte de två äldre S60-versionerna - och tvärtom: program utvecklade för First och Second Edition funkar inte i Third Edition.
Denna version lades in i Nokias telefoner avsedda för företag. Telefoner för den avsedda kundgruppen hade tidigare Series 80 eller annat system.

### Series 60 (4th Edition)
Denna version sägs [källa behövs] hoppades över eftersom siffran 4 medför otur i Asien.

### Series 60 (5th Edition)
Denna version annonserades officiellt den 2 oktober 2008 . Den riktigt stora nyheten i denna systemversion är pekskärmsstödet. Samtidigt annonserades den första mobiltelefonen med nya systemet: Nokia 5800 XpressMusic.
Enheter med systemet:
- 2 oktober 2008: Nokia 5800
- 2 december 2008: Nokia N97
- 15 februari 2009: Sony Ericsson Satio (med kodnamnet Idou)
- 16 februari 2009: Samsung i8910 ("Omnia HD")
- 15 juni 2009: Nokia 5530
- 25 augusti 2009: Nokia 5230
- 2 september 2009: Nokia X6 (med kodnamnet Alvin)[6]
- 2 september 2009: Nokia N97 mini

## Symbian OS-versioner som Series 60 baseras på
- 6.1 - S60 1st Edition (exempel: 3650, 7650)
- 7.0s - S60 2nd Edition (Nokia 6600) och 2nd Edition FP1 (exempel: 6670)
- 8.0a - S60 2nd Edition FP2 (exempel: 6630)
- 8.1a - S60 2nd Edition FP3 (exempel: N70)
- 9.1 - S60 3rd Edition (exempel: N73, N93)
- 9.2 - S60 3rd Edition FP1 (exempel: E90, 6120, N82, N95)
- 9.3 - S60 3rd Edition FP2 (exempel: 6210, 6220, N78, N96)
- 9.4 - S60 5th Edition (exempel: 5800, N97)

Förklaringar:
- S60: Series 60
- FP: feature pack